# Dom Afonso (fragata)
O Dom Afonso foi uma fragata operada pela Armada Imperial Brasileira, sendo o primeiro navio a vapor a prestar serviço nesta marinha. Foi construído na Inglaterra sob supervisão do Chefe-de-Esquadra John Pascoe Grenfell e foi batizado com o nome Dom Afonso em homenagem a D. Afonso, Príncipe Imperial, filho do imperador D. Pedro II do Brasil e da imperatriz D. Teresa Cristina. 
O primeiro comandante foi o então Capitão de Fragata Joaquim Marques Lisboa. A fragata participou do salvamento do navio norte-americano Ocean Monarch e do português Vasco da Gama. Também tomou parte na repressão à revolucionários republicanos e à traficantes clandestinos de escravos. O navio compôs a esquadra que forçou com sucesso a Passagem de Tonelero, na Argentina, em 1851. Em 9 de janeiro de 1853, durante um temporal, naufragou a noroeste de Cabo Frio, perecendo três marinheiros.

## Características
A fragata foi construída no estaleiro Thomas Royden & Sons em Liverpool, Inglaterra, baseado no projeto do navio inglês HMS Fury. A construção do navio esteve sob supervisão do cônsul inglês John Pascoe Grenfell. Foi nomeado Dom Afonso em 25 de março de 1847, uma homenagem ao príncipe imperial D. Afonso Pedro, primogênito de D. Pedro II e de D. Teresa Cristina. Foi lançado ao mar no dia 23 de dezembro do mesmo ano e incorporado a armada em 1848.
O Dom Afonso tinha 60 m de comprimento, 9,45 m de boca, 6,10 m o seu pontal, deslocava 900 t de peso e tinha um calado de 3,66 m. O seu sistema de propulsão constituía-se de caixa de rodas laterais, mastro e quatro caldeiras que desenvolvia 300 HP de potência. Isso significava que o navio poderia navegar em segurança na falta de vento ou carvão. Seu casco foi construído com madeira de qualidade, tendo a carena forrada de cobre grosso e cavername de carvalho revestida de bronze e cobre. Sua artilharia era composta por dois obuses de calibre 68 e quatro colubrinas de calibre 32. A tripulação constituía-se de 190 a 240 homens, a depender do momento. Foi considerado pela marinha brasileira o primeiro navio a vapor propriamente dito, à época uma inovação.

## Serviço

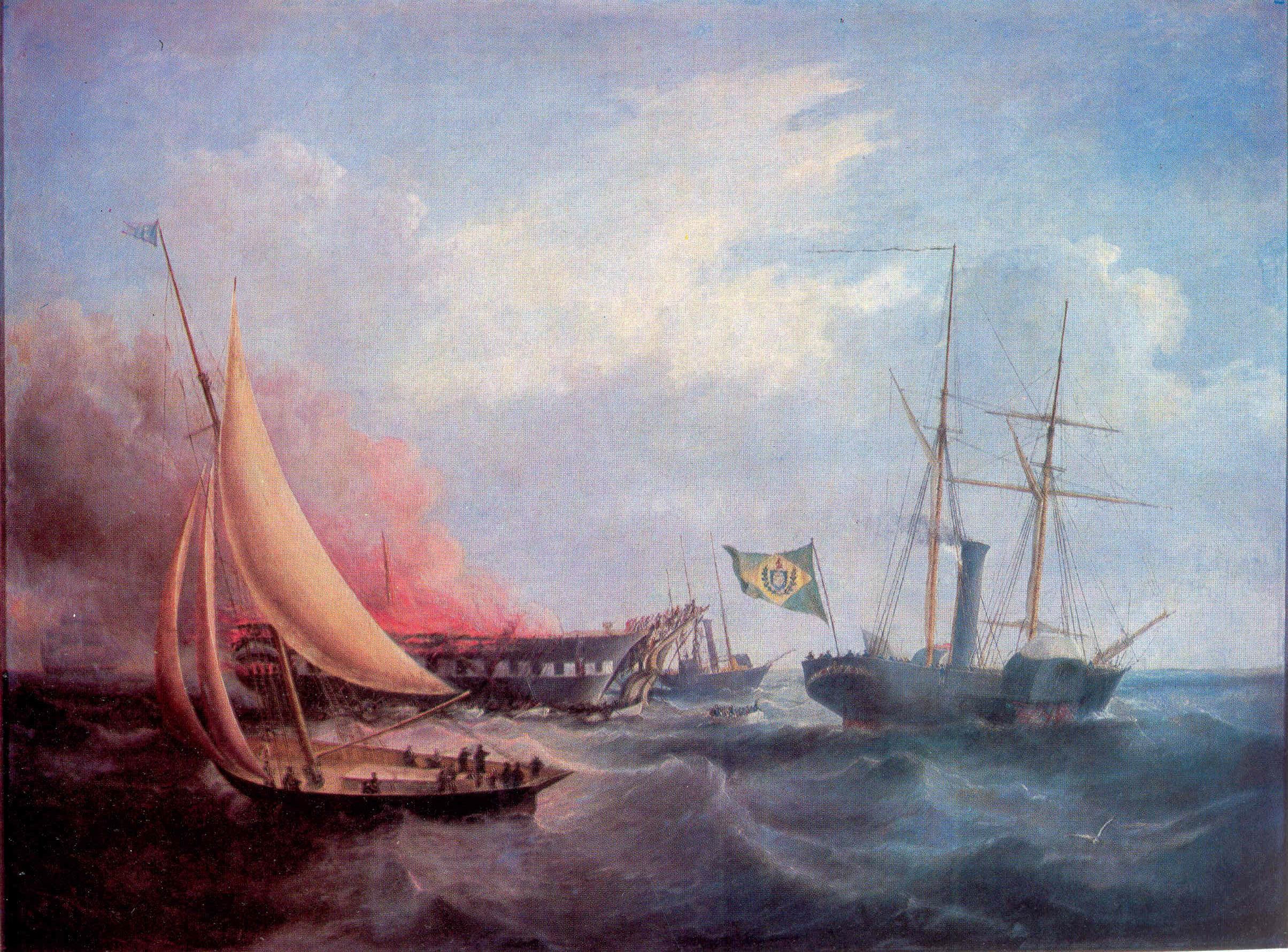
O Ocean Monarch em chamas sendo salvo pelo Dom Afonso. Pintura de Samuel Walters (1811-1882).

### Resgate doOcean Monarch
O primeiro comandante do navio foi o então capitão de fragata Joaquim Marques Lisboa, futuro Marquês de Tamandaré e patrono da Marinha do Brasil. No dia 24 de agosto de 1848, o navio zarpou do porto de Liverpool para os últimos testes de mar para então seguir viagem para o Brasil. Entre os passageiros estavam a princesa D. Francisca, irmã de D. Pedro II, e o seu marido, Francisco, Príncipe de Joinville, este filho do rei Luís Filipe I da França, que se encontravam na Europa, Henrique, Duque de Aumale, e sua esposa a princesa Maria Carolina das Duas Sicílias e o chefe-de-esquadra da Marinha brasileira John Pascoe Grenfell. Foi nesta viagem que um marinheiro do Dom Afonso avistou um navio em chamas, soando o alarme logo em seguida. Era por volta das onze horas da manhã que a tripulação iniciou o salvamento do navio norte-americano Ocean Monarch que transportava 396 pessoas, imigrantes ingleses que tinham como destino a cidade de Boston.
O comandante Lisboa imediatamente ordenou o resgate dos sobreviventes, enviando botes salva-vidas para onde estava o navio ardente. Os tripulantes, apesar das imensas dificuldades, conseguiram resgatar 156 pessoas que ainda estavam na embarcação e outros 60 que haviam se jogado ao mar. Por este ato de bravura, os marinheiros brasileiros foram agraciados pelo imperador com cem libras para serem distribuídas entre eles. Porém, dada a difícil situação em que se encontrava os sobreviventes, todo o valor foi doado a eles. O comandante Lisboa recebeu do governo britânico, como forma de agradecimento, um cronômetro de ouro com a inscrição "In commemoration of his gallant exertion on this melancholy occasion".

### Revolução Praieira
No dia 1 de fevereiro de 1849, o Dom Afonso chegou ao Brasil, fundeando em Recife. Neste momento, descobriu-se que estava em andamento uma revolta, que mais tarde seria conhecida como Revolução Praieira. No dia seguinte, a fragata tomou posição contra os rebeldes que marchavam sobre a cidade, liderando uma esquadra de navios que desembarcaram tropas, incluindo tripulantes da embarcação, com o objetivo de derrotá-los. Durante o combate, o comandante brasileiro se deparou com um pelotão de fuzilamento preparado para executar dois rebeldes. Ele interveio em favor dos últimos, levando-os a bordo do navio.

### Resgate doVasco da Gama

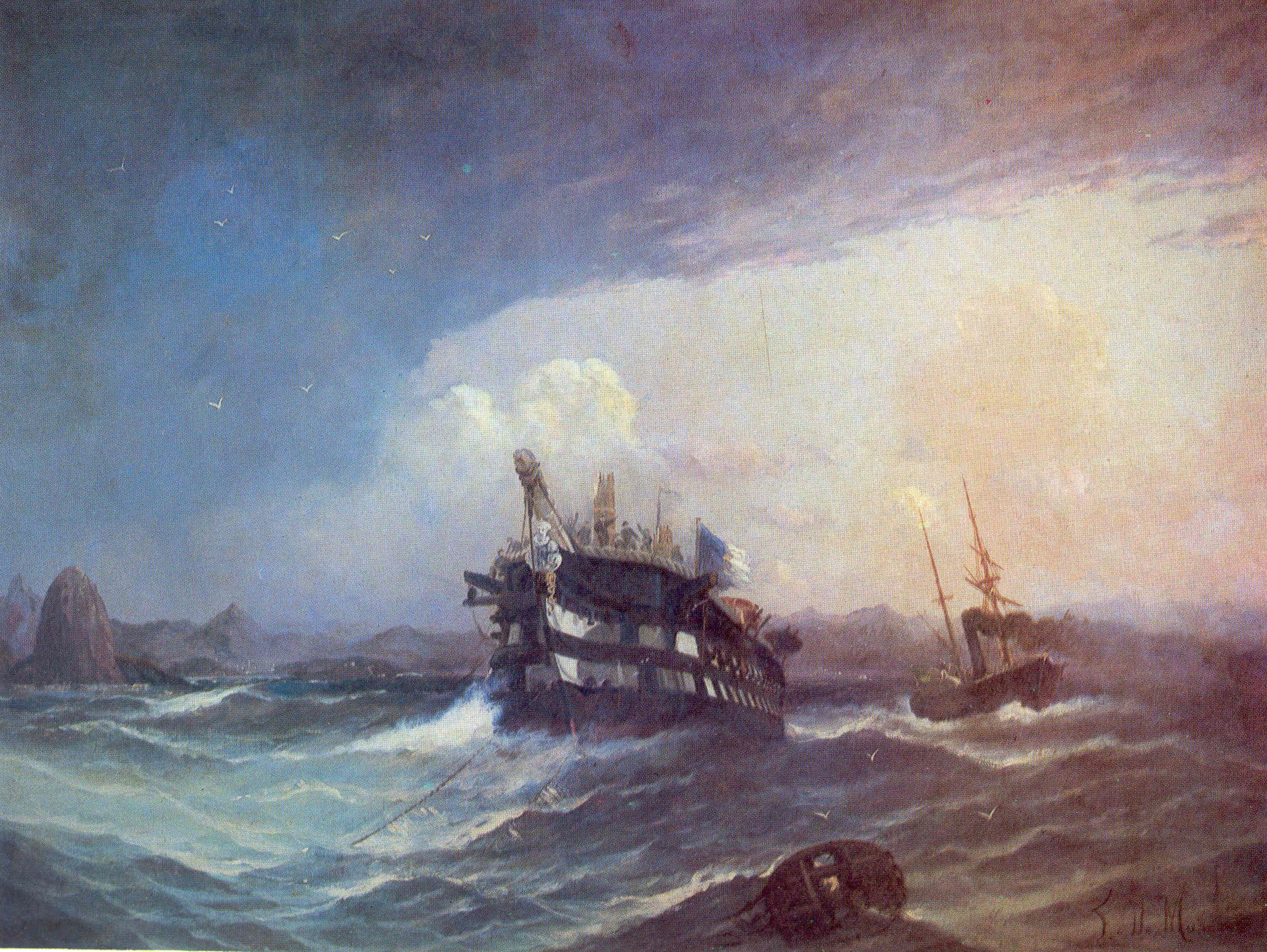
Resgate da nau Vasco da Gama (Eduardo Martino, 1875)

Em 28 de fevereiro, a fragata brasileira atracou no Rio de Janeiro. Na madrugada do dia 5 de maio, ocorreu uma violenta tempestade sobre a costa carioca e sob ela se encontrava a nau portuguesa Vasco da Gama. Devido à tempestade, o navio achava-se desmastreado, à deriva, e corria perigo ao largo da barra. O então capitão de mar e guerra Joaquim Marques Lisboa, ainda ao comando do Dom Afonso, partiu em socorro da nau, superando grandes ondas que se formavam. Após diversas tentativas, o Dom Afonso conseguiu estender um cabo de reboque, trazendo com segurança a nau portuguesa para a baia de Guanabara, sem esta ter perdido um único tripulante.
Pelo gesto heroico, membros de uma colônia portuguesa do Rio de Janeiro se organizaram e presentearam Lisboa com uma espada de ouro. O governo português lhe agraciou com a Ordem Militar da Torre e Espada, conferida pela rainha D. Maria II. Pelo Aviso da Marinha do Brasil do dia 6 de junho de 1849, o comando do Dom Afonso foi entregue ao capitão de mar e guerra Jesuíno Lamego da Costa, o futuro Barão de Laguna. Este comandou a fragata no episódio da Guerra do Prata chamado de Passagem de Tonelero, em 1851.

### Passagem de Tonelero

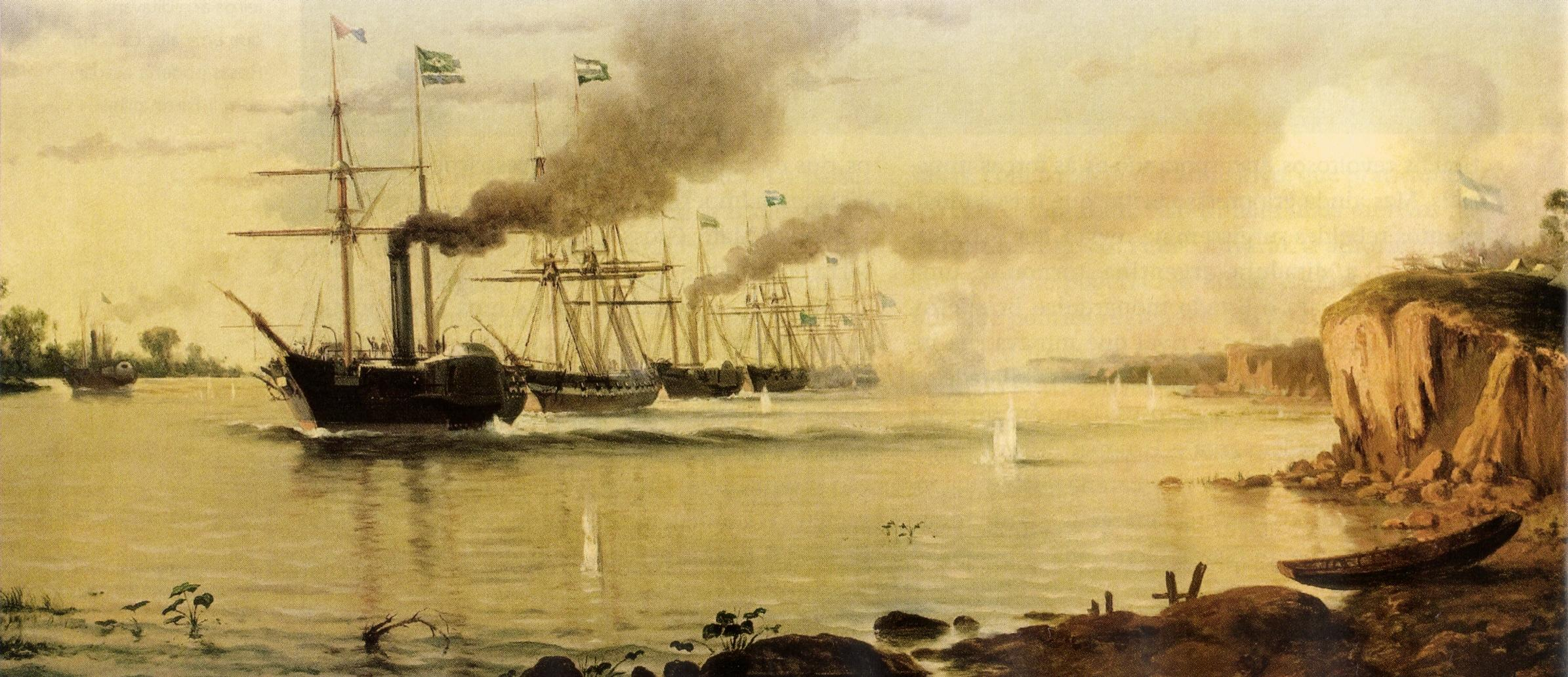
Frota brasileira na passagem de Tonelero.

Pouco após a rendição de Oribe, o exército aliado composto de tropas uruguaias, infantaria e artilharia argentinas de Urquiza e a 1.ª divisão brasileira comandada pelo brigadeiro Manuel Marques de Sousa, futuro conde de Porto Alegre, se concentrou em Colônia do Sacramento, no sul do Uruguai e defronte a Buenos Aires. No dia 17 de dezembro de 1851, a frota brasileira comandada por Grenfell estava perto das barrancas de Acevedo, no rio Paraná, com a intenção de romper as defesas argentinas do passo de Tonelero. Havia oito navios de guerra brasileiros: quatro corvetas a vapor, Dom Afonso, Dom Pedro, Dom Pedro II e Recife, que rebocavam duas corvetas a vela, Dona Francisca e União, além de uma brigue, Calíope. A bordo da nau capitânia de Grenfell, Dom Afonso, estavam o general de brigada Manuel Marques de Sousa e os argentinos coronel Wenceslao Paunero, tenente-coronel Bartolomé Mitre e tenente-coronel Domingo Faustino Sarmiento. Nesta passagem, o Dom Afonso demonstrou sua força em frente a cidade de Buenos Aires.
Contra a frota, havia 16 peças guarnecidas por dois batalhões e um esquadrão de artilharia e pelo 6.º Regimento de Carabineiros, que somados chegavam a cerca de 2 mil soldados argentinos, sob o comando de Lucio Norberto Mansilla. Por uma hora, os argentinos dispararam mais de 450 bombas na direção dos navios brasileiros, causando pouco dano, mas matando quatro marinheiros e ferindo outros cinco. Os navios de guerra contra-atacaram, sem causar grandes danos às forças argentinas, matando oito soldados e ferindo vinte. No dia 17 de janeiro de 1852, Dom Afonso, com Caxias a bordo, avançou sobre o porto de Buenos Aires, saindo deste ataque intacto.

## Naufrágio
Em 20 de setembro de 1852, o Dom Afonso partiu para o Maranhão para limpeza e reparos, sendo comandado nesta ocasião pelo capitão-tenente José Antônio de Siqueira, herói de guerra, atracando em 4 de novembro. Após que retornou ao Rio de Janeiro. Em 8 de janeiro de 1853, a fragata zarpou a fim de executar uma operação de repressão ao tráfico clandestino de escravos. No dia 9, durante sua missão, o navio se encontrava próximo da Praia de Massambaba, a sete milhas da costa, que ficava entre a Ponta do Francês e a Ponta da Salina, a noroeste de Cabo Frio, na província do Rio de Janeiro. Neste dia, ocorreu uma violenta tempestade que acometeu o Dom Afonso, fazendo-o naufragar, levando à morte o segundo-tenente Antônio Francisco Araújo e duas praças da guarnição. Foi aberto uma investigação contra os oficiais do navio. Nesta, o comandante do navio capitão-tenente José Antônio de Siqueira e os primeiros-tenentes Cândido de Lemos e Antônio Manuel Fernandes, oficiais de quarto, foram condenados, cada a um, a um ano de prisão e um ano sem qualquer comando na marinha.